# 尼揚加

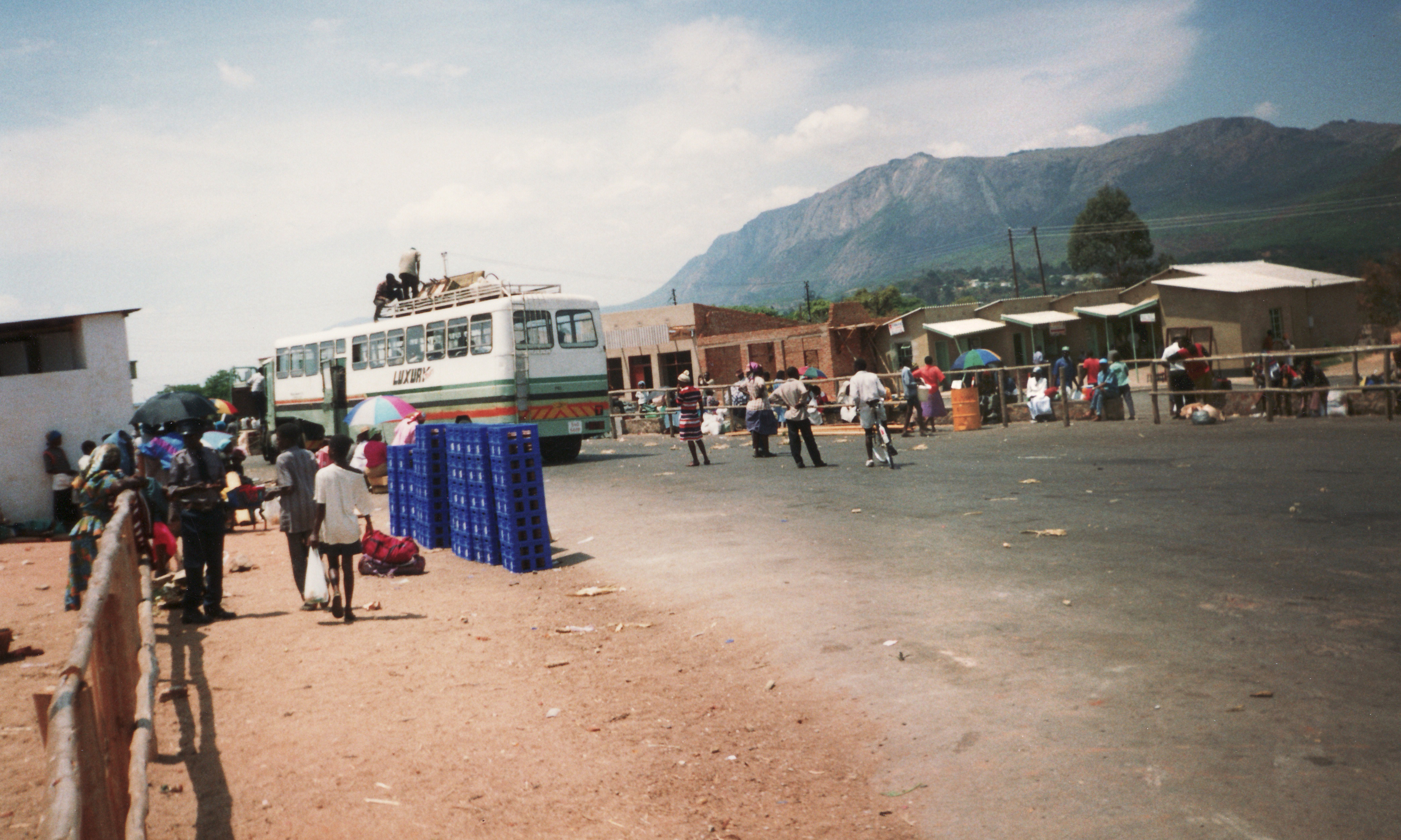

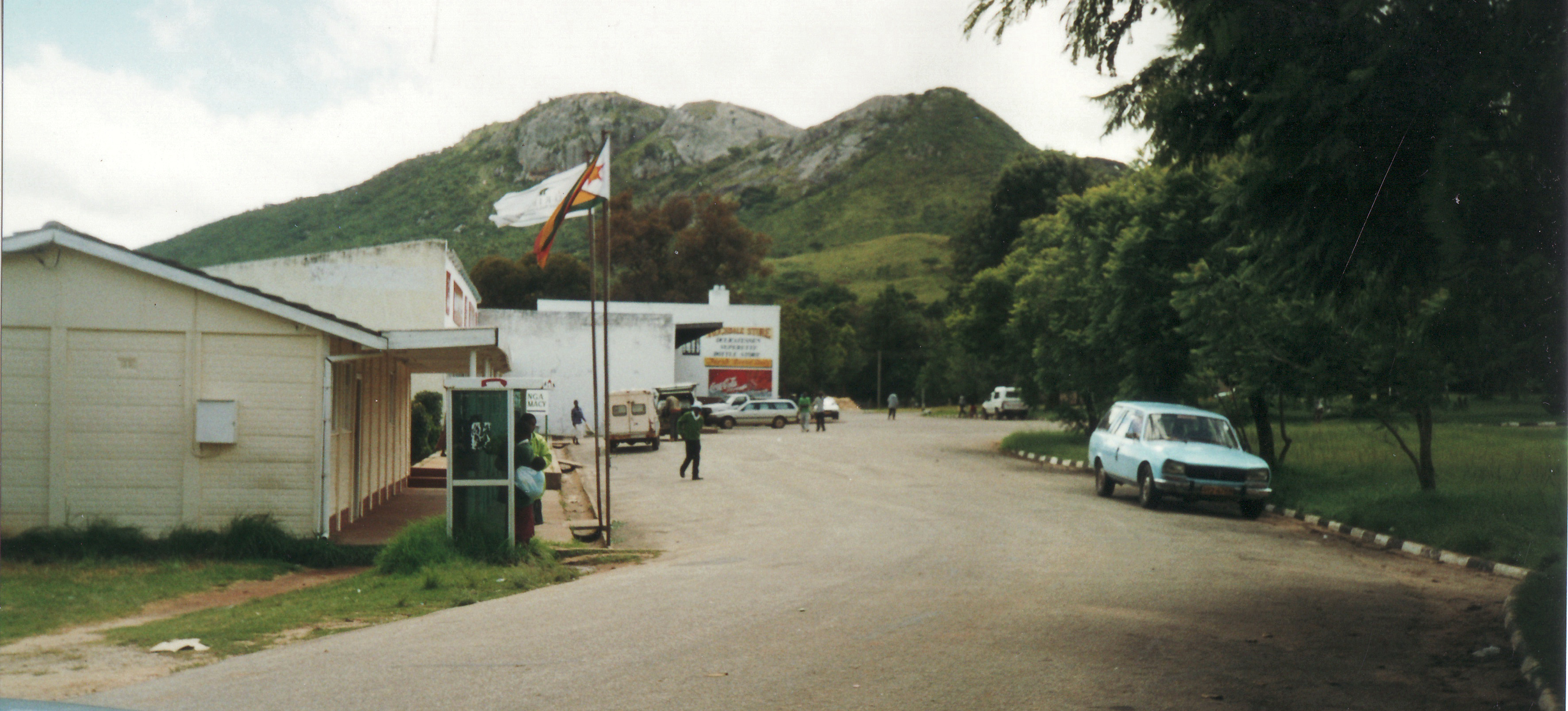

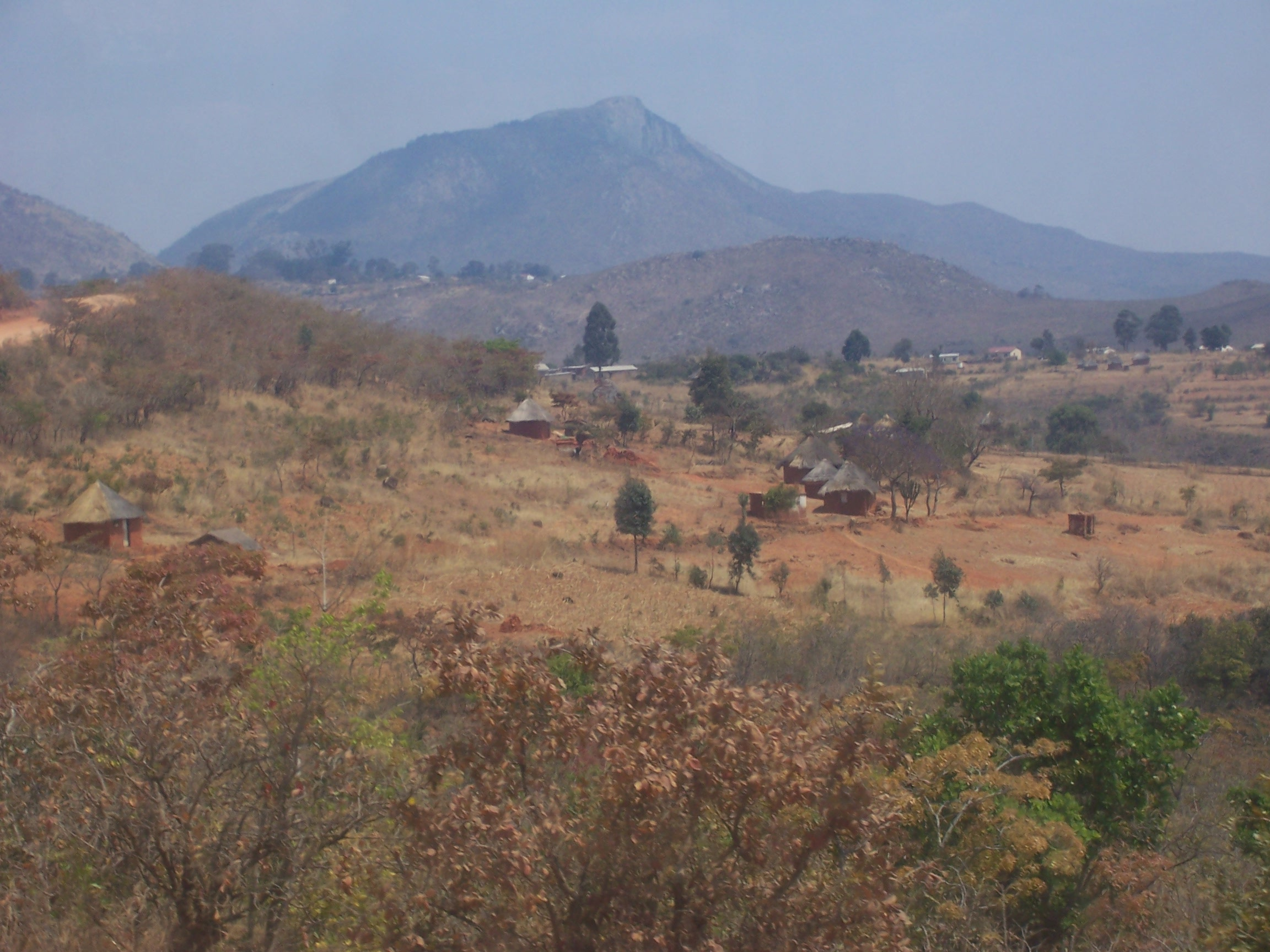

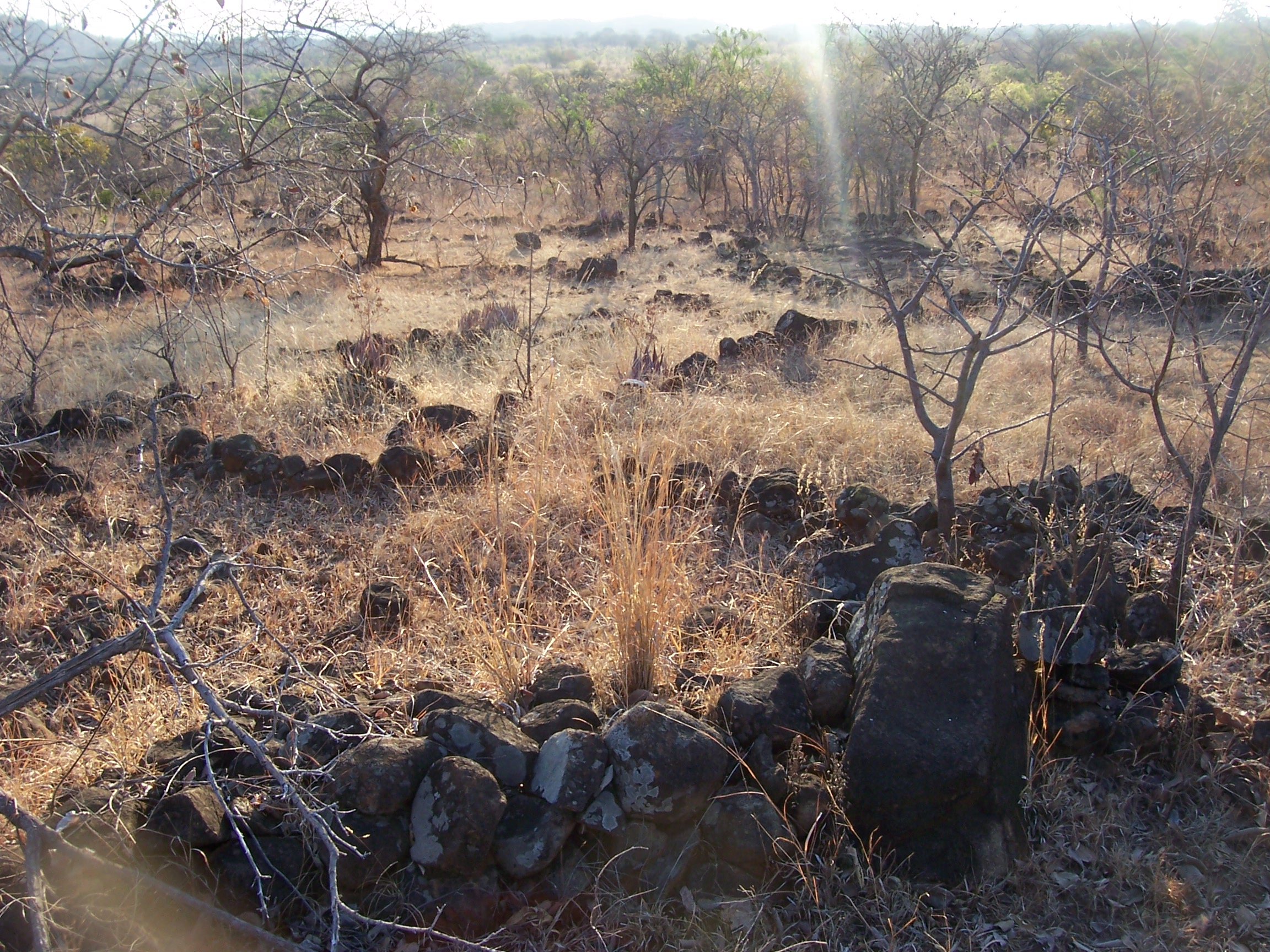

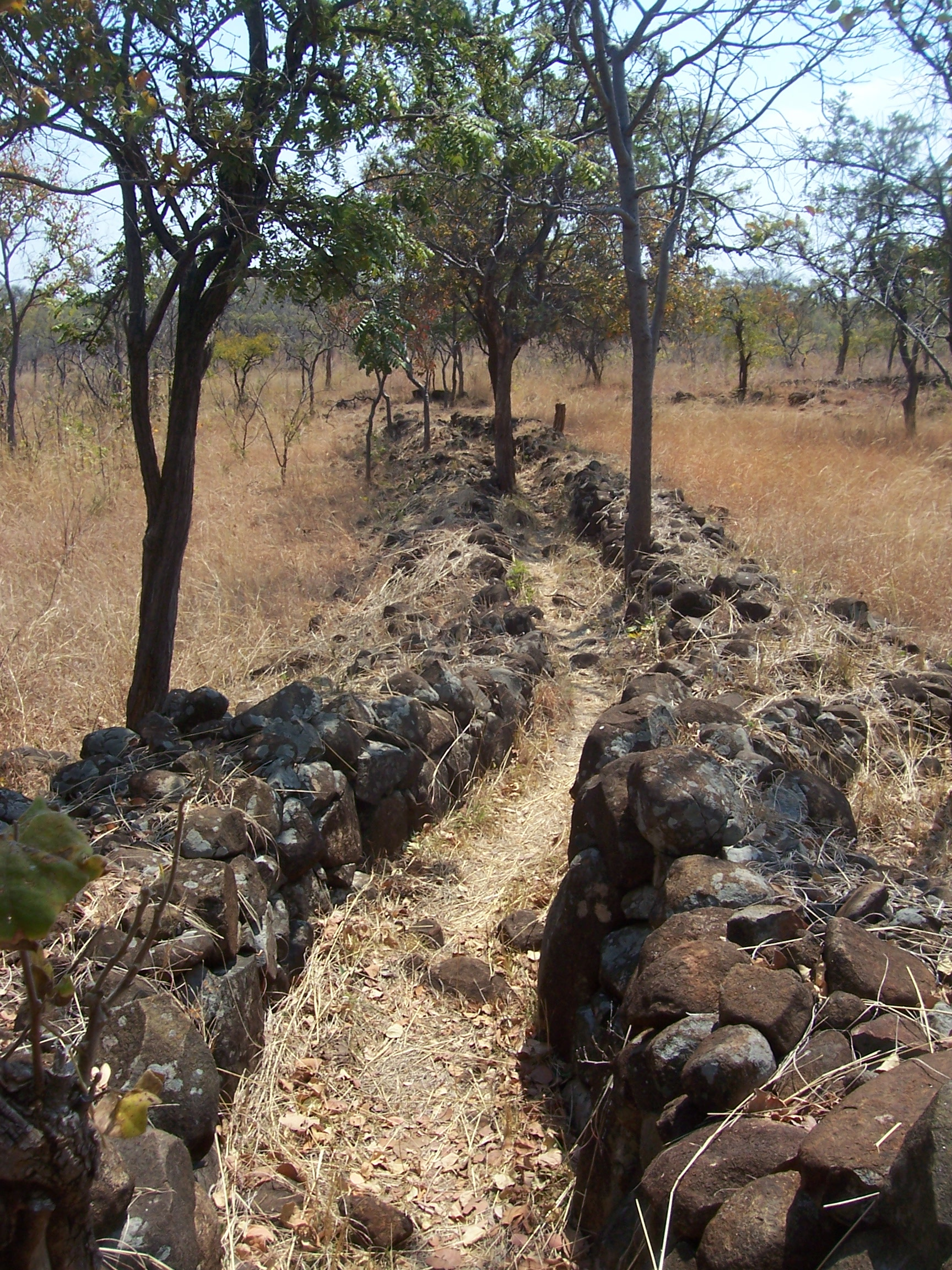

尼揚加（英語：Nyanga）是津巴布韋的城鎮，位於該國東北部，由馬尼卡蘭省負責管轄，毗鄰與莫桑比克接壤的邊境，距離伊尼揚加尼山約20公里，海拔高度1,679米。